# Industrial Schools Act 1868
Industrial Schools Act 1868 var ett beslut i Storbritanniens parlament, vilket ledde till inrättandet av skolor för föräldralösa barn.
Katolska och protestantiska barn skickades till olika skolor.

### Fotnoter
1. ↑  Gillian Carol Gear (16 mars 1999). ”Industrial Schools in England, 1857-1933” (på engelska). University of London Institute of Education. Arkiverad från originalet den 11 juni 2016. https://web.archive.org/web/20160611044246/http://eprints.ioe.ac.uk/6627/7/DX211996_Redacted.pdf. Läst 9 april 2016.
2. ↑  Chapter 2 History of industrial schools and reformatories www.childabusecommission.ie